# Savaştepe
Savaştepe là một huyện thuộc tỉnh Balıkesir, Thổ Nhĩ Kỳ. Huyện có diện tích 411 km² và dân số thời điểm năm 2007 là 20868 người, mật độ 51 người/km².